# Usagi Yojimbo
Usagi Yojimbo — серия комиксов, созданная Стэном Сакаи. Издаётся с 1984 года. Главным героем является кролик-ронин Миямото Усаги. Действие в основном происходит в начале периода Эдо в истории Японии, и в нём антропоморфные животные заменяют людей.

### Пронумерованные тома
- Book 1: The Ronin (1987, Fantagraphics) — собраны Albedo Anthropomorphics #2, 3, 4; Usagi Yojimbo: Summer Special #1; The Doomsday Squad #3; Critters #1, 3, 6, 7, 10, 11, 14
- Book 2: Samurai (1989, Fantagraphics) — собраны Usagi Yojimbo (vol. 1) #1-6
- Book 3: Wanderer’s Road (1989, Fantagraphics) — собраны Usagi Yojimbo (vol. 1) #7-12, Turtle Soup (vol. 1) #1
- Book 4: Dragon Bellow Conspiracy (1991, Fantagraphics) — собраны Usagi Yojimbo (vol. 1) #13-18
- Book 5: Lone Goat and Kid (1992, Fantagraphics) — собраны Usagi Yojimbo (vol. 1) #19-24
- Book 6: Circles (1994, Fantagraphics) — собраны Usagi Yojimbo (vol. 1) #25-31, Critters #50
- Book 7: Gen’s Story (1996, Fantagraphics) — собраны Usagi Yojimbo (vol. 1) #32-38, Critters #38
- Book 8: Shades of Death (1997, Dark Horse) — собраны Usagi Yojimbo (vol. 2) #1-6, #7-8
- Book 9: Daisho (1998, Dark Horse) — собраны Usagi Yojimbo (vol. 2) #7-12, 14
- Book 10: The Brink of Life and Death (1998, Dark Horse) — собраны Usagi Yojimbo (vol. 2) #13, 15-16; Usagi Yojimbo (vol. 3) #1-6
- Book 11: Seasons (1999, Dark Horse) — собраны Usagi Yojimbo (vol. 3) #7-12; Usagi Yojimbo Color Special: Green Persimmon #1; Usagi Yojimbo Roleplaying Game; The Art of Usagi Yojimbo #1
- Book 12: Grasscutter (1999, Dark Horse) — собраны Usagi Yojimbo (vol. 3) #13-22
- Book 13: Grey Shadows (2000, Dark Horse) — собраны Usagi Yojimbo (vol. 3) #23-30
- Book 14: Demon Mask (2001, Dark Horse) — собраны Usagi Yojimbo (vol. 3) #31-38; Dark Horse Presents (vol. 1) #140, Dark Horse Presents Annual #3, Wizard #97, Oni Double Feature #11; Dark Horse Extra #20-23
- Book 15: Grasscutter II — Journey to Atsuta Shrine (2002, Dark Horse) — собраны Usagi Yojimbo (vol. 3) #39-45
- Book 16: The Shrouded Moon (2003, Dark Horse) — собраны Usagi Yojimbo (vol. 3) #46-52
- Book 17: Duel at Kitanoji (2003, Dark Horse) — собраны Usagi Yojimbo (vol. 3) #53-60, Dark Horse Extra #45-48
- Book 18: Travels with Jotaro (2004, Dark Horse) — собраны Usagi Yojimbo (vol. 3) #61-68
- Book 19: Fathers and Sons (2005, Dark Horse) — собраны Usagi Yojimbo (vol. 3) #69-75
- Book 20: Glimpses of Death (2006, Dark Horse) — собраны Usagi Yojimbo (vol. 3) #76-82; Drawing the Line
- Book 21: The Mother of Mountains (2007, Dark Horse) — собраны Usagi Yojimbo (vol. 3) #83-89
- Book 22: Tomoe’s Story (2008, Dark Horse) — собраны Usagi Yojimbo (vol. 3) #90-93, Usagi Yojimbo Color Special #1-3
- Book 23: Bridge of Tears (2009, Dark Horse) — собраны Usagi Yojimbo (vol. 3) #94-102
- Book 24: Return of the Black Soul (2010, Dark Horse) — собраны Usagi Yojimbo (vol. 3) #103-109; Free Comic Book Day: Star Wars / Dark Horse All Ages #1
- Book 25: Fox Hunt (2011, Dark Horse) — собраны Usagi Yojimbo (vol. 3) #110-116; MySpace Dark Horse Presents #18
- Book 26: Traitors of the Earth (2012, Dark Horse) — собраны Usagi Yojimbo (vol. 3) #117-123; Dark Horse Maverick 2001 #1; MySpace Dark Horse Presents #35
- Book 27: A Town Called Hell (2013, Dark Horse) — собраны Usagi Yojimbo (vol. 3) #124-131
- Book 28: Red Scorpion (2014, Dark Horse) — собраны Usagi Yojimbo (vol. 3) #132-138
- Book 29: Two Hundred Jizo (2015, Dark Horse) — собраны Usagi Yojimbo (vol. 3) #139-144; Dark Horse Presents (vol. 2) #7 and 35-36
- Book 30: Thieves and Spies (2016, Dark Horse) — собраны Usagi Yojimbo (vol. 3) #145-151
- Book 31: The Hell Screen (2017, Dark Horse) — собраны Usagi Yojimbo (vol. 3) #152-158
- Book 32: Mysteries (2018, Dark Horse) — собраны Usagi Yojimbo (vol. 3) #159-165
- Book 33: The Hidden (2019, Dark Horse) — собраны Usagi Yojimbo: The Hidden #1-7 (vol. 3, #166-172)
- Book 34: Bunraku and Other Stories (2020, IDW) — собраны Usagi Yojimbo (vol. 4) #1-7
- Book 35: Homecoming (2021, IDW) — собраны Usagi Yojimbo (vol. 4) #8-14
- Book 36: Tengu War! (2022, IDW) — собраны Usagi Yojimbo (vol. 4) #15-21

### Омнибусные коллекции
- Usagi Yojimbo: The Special Edition (2009, Fantagraphics) — собраны книги #1-7
- The Usagi Yojimbo Saga
  - Volume 1 (2014, Dark Horse)[1] — собраны книги #8-10 // Предполагаемый объём продаж за первый месяц — 1 708, позиция в Северной Америке — 71[2]
  - Volume 2 (2015, Dark Horse)[3] — собраны книги #11-13 // Предполагаемый объём продаж за первый месяц — 1 323, позиция в Северной Америке — 78[4]
  - Volume 3 (2015, Dark Horse)[5] — собраны книги #14-16 // Предполагаемый объём продаж за первый месяц — 1 270, позиция в Северной Америке — 107[6]
  - Volume 4 (2015, Dark Horse)[7] — собраны книги #17-19 // Предполагаемый объём продаж за первый месяц — 1 201, позиция в Северной Америке — 105[8]
  - Volume 5 (2015, Dark Horse)[9] — собраны книги #20-22 // Предполагаемый объём продаж за первый месяц — 1 040, позиция в Северной Америке — 105[10]
  - Volume 6 (2016, Dark Horse)[11] — собраны книги #23-25 // Предполагаемый объём продаж за первый месяц — 1 068, позиция в Северной Америке — 123[12]
  - Volume 7 (2016, Dark Horse)[13] — собраны книги #26-28 // Предполагаемый объём продаж за первый месяц — 1 047, позиция в Северной Америке — 110[14]
  - Volume 8 (2019, Dark Horse)[15] — собраны книги #29-31 // Предполагаемый объём продаж за первый месяц — 904, позиция в Северной Америке — 99[16]
  - Volume 9 (2021, Dark Horse)[17] — собраны книги #32-33; Usagi Yojimbo/Teenage Mutant Ninja Turtles: The Complete Collection
  - Legends (2017, Dark Horse)[18] — собраны Space Usagi, Yokai, Senso, CBLDF Liberty Annual 2014 #1 // Предполагаемый объём продаж за первый месяц — 915, позиция в Северной Америке — 108[19]

### Сборники и графические романы
- Space Usagi (1998, Dark Horse)[20] — собраны Space Usagi (vol. 1) #1-3, Space Usagi (vol. 2) #1-3, and Space Usagi (vol. 3) #1-3, Usagi Yojimbo Color Special #3, Teenage Mutant Ninja Turtles (vol. 1) #47
- Usagi Yojimbo: Yokai (2009, Dark Horse)[21] — оригинальный графический роман // Предполагаемый объём продаж за первый месяц — 3 457, позиция в Северной Америке — 7[22]
- Usagi Yojimbo: Senso (2015, Dark Horse)[23] — собраны Usagi Yojimbo: Senso #1-6 // Предполагаемый объём продаж за первый месяц — 1 412, позиция в Северной Америке — 75[24]
- Usagi Yojimbo/Teenage Mutant Ninja Turtles: The Complete Collection (2018, Dark Horse)[25] — собраны Turtle Soup #1, Usagi Yojimbo (vol. 1) #10, Shell Shock, Usagi Yojimbo (vol. 2) #1-3, Teenage Mutant Ninja Turtles/Usagi Yojimbo // Предполагаемый объём продаж за первый месяц — 1 548, позиция в Северной Америке — 52[26]
- Chibi Usagi: Attack of the Heebie Chibis (2021, IDW) — оригинальный графический роман // Предполагаемый объём продаж за первый месяц — 2 277, позиция в Северной Америке — 32[27]

### КоллекцииOrigins
В серию Usagi Yojimbo Origins входят цветные репринты историй, первоначально изданных в чёрно-белом варианте.
- Volume 1: Samurai (2021, IDW) — собраны Usagi Yojimbo Color Classics #1-7
- Volume 2: Wanderer’s Road (2021, IDW) — собраны Usagi Yojimbo: Wanderer’s Road #1-7
- Volume 3: The Dragon Bellow Conspiracy (2022, IDW) — собраны Usagi Yojimbo: The Dragon Bellow Conspiracy #1-6

### Артбуки
- The Art of Usagi Yojimbo (2004, Dark Horse)
- The Sakai Project: Artists Celebrate Thirty Years of Usagi Yojimbo (2014, Dark Horse)
- Usagi Yojimbo Gallery Edition Volume 1: Samurai and Other Stories (2015, Dark Horse)
- Usagi Yojimbo Gallery Edition Volume 2: The Artist and Other Stories (2016, Dark Horse)
- Usagi Yojimbo: 35 Years of Covers (2019, Dark Horse)

## Отзывы
На сайте Comic Book Roundup серия имеет оценку 8,2 из 10 на основе 112 рецензий. Энди Бентли из IGN дал 126 выпуску 7,7 балла из 10 и похвалил создателя Сакаи. Райан К. Линсди из Comic Book Resources, обозревая 141 выпуск, написал, что «Usagi Yojimbo по-прежнему остаётся ярким и забавным комиксом», и также похвалил Сакаи. Даниэль Гехен из Comics Bulletin рассмотрел 156 выпуск, дав ему 4 звезды из 5, и отметил, что «в течение тридцати лет Сакаи неизменно выпускал один из лучших комиксов, доступных читателям».